# Carathis
Carathis is een geslacht van vlinders van de familie spinneruilen (Erebidae), uit de onderfamilie Arctiinae.

## Soorten
- C. australis Rothschild, 1909
- C. byblis Schaus, 1892
- C. gortynoides Grote, 1866
- C. klagesi Rothschild, 1909
- C. melamera Dognin, 1916
- C. palpalis Walker, 1855